# Kiéhezettek
A Kiéhezettek (eredeti cím: The Girl with All the Gifts) 2016-ban bemutatott brit horrorfilm-dráma, ami Mike R. Carey azonos című regénye alapján készült. Carey írta a filmadaptáció forgatókönyvét is. A főszerepekben Sennia Nanua, Gemma Arterton, Paddy Considine és Glenn Close látható.

## Cselekmény
A történet egy szigorúan őrzött katonai bunkerben kezdődik, ahol cellákba zárva egy csapat ártalmatlannak tűnő gyereket tartanak fogva és megfigyelés alatt. A látszólag hétköznapi gyerekek közül is kitűnik Melanie, a nagyon is intelligens kislány, aki ezt a tanórákat tartó tanárnőjével, Helen Justineau-val és időnként a létesítmény kutatóorvosával, Dr. Caroline Caldwellel folytatott beszélgetések során is bizonyítja. A vele és gyerektársaival szembeni elővigyázatosság a bunker állig felfegyverzett személyzetével viszont nem véletlen: a látszólag közönséges gyerekek bármikor magukból kivetkőzött, vérengző fenevadakká válhatnak, akiket csak az élő hús megszerzése érdekel. Az a katonai bázis ugyanis, ahol a bunker is van egy elpusztult világ egyik utolsó olyan pontja, ahol még rendes emberek élnek, miután egy gombafélétől a népesség nagy része agresszív zombivá vált. A gyerekek azért különlegesek, mert a zombijárvány után jöttek világra, és egyfajta különleges hibridet jelentenek az emberek és a zombik között, akik képesek emberként is viselkedni amellett, hogy hajlamosak zombi módon öldökölni is. Dr. Caldwell a gyerekekkel folytatott kísérletekkel akar gyógymódot találni a gomba okozta zombijárvány visszafordítására, vagy a vele szembeni immunizációra. A zombik azonban betörnek a bázisra és egy csomó embert megölnek, Melanie, Dr. Cladwell, Miss Justineau és a mogorva bázisparancsnok, Eddie Parks őrnagy pár emberrel épp hogy el tudnak menekülni a támadó horda elől. Céljuk megtalálni egy mozgó bázist, ami utoljára egy nagyobb városban állomásozott. Az odavezető út során számos zombitámadást kell kivédeniük, közben Melanie, aki először van a külvilágban kíváncsian csodálkozik rá a már kissé lepusztult civilizáció romjaira, és ahogy egyre jobban megismeri a környezetét és az embereket felmerül benne a kérdés: biztos, hogy a magafajta lény az, amitől szabadulni kell?

## Szereplők
| Szerep                | Színész          | Magyar hang            |
| --------------------- | ---------------- | ---------------------- |
| Melanie               | Sennia Nanua     | Károlyi Lili           |
| Dr. Caroline Caldwell | Glenn Close      | Menszátor Magdolna     |
| Helen Justineau       | Gemma Arterton   | Huszárik Kata          |
| Eddie Parks őrnagy    | Paddy Considine  | Király Attila          |
| Dr. Selkirk           | Anamaria Marinca | Solecki Janka          |
| Devani                | Dominique Tipper | Bánfalvi Eszter        |
| Dillon                | Anthony Welsh    | Renácz Zoltán          |
| Kieran Gallagher      | Fisayo Akinade   | Horváth-Töreki Gergely |